# Zoarces fedorovi
Zoarces fedorovi es una especie de pez de la familia de los Zoarcidae en el orden de los perciformes.

## Morfología
- Los machos pueden llegar a alcanzar los 23 cm de longitud total.
- Número de vértebras: 102-108.[1]

## Reproducción
Es vivíparo y capaz de poner entre 4-131 huevos.

## Hábitat
Es un pez de mar y de Clima templado que vive entre 6-60 m de profundidad.

## Distribución geográfica
Se encuentra al norte del Mar de Ojotsk. 

## Observaciones
Es inofensivo para los humanos. 